# Lawu
Lawu (indonez. Gunung Lawu) – czynny wulkan w środkowej części wyspy Jawa w Indonezji; zaliczany do stratowulkanów. Wysokość 3265 m n.p.m. (według innych źródeł 3245 m).
Jedyna zanotowana erupcja w 1885 r. Od tamtej pory wykazuje stosunkowo małe oznaki aktywności. Jest objęty baczną obserwacją przez geologów.